# Lambeth Palace
Lambeth Palace è la residenza ufficiale, a Londra, dell'Arcivescovo di Canterbury. Esso si trova a Lambeth, sulla riva sud del Tamigi a breve distanza dal Palazzo di Westminster sito sulla riva opposta. Venne acquistato dall'arcivescovo nel 1200.

## Storia
La riva sud del Tamigi non faceva parte della Londra storica, ed andò sviluppandosi lentamente perché il terreno era fradicio e basso: si chiamava Lambeth Marsh per il tratto di Blackfriars lungo il fiume. Il nome "Lambeth" comprende il lemma "hithe", uno sbarco sul fiume: gli arcivescovi andavano e venivano via acqua, così come avvenne per John Wycliff, che fu processato per eresia in questo palazzo. Durante la Rivolta dei contadini il palazzo venne attaccato e l'arcivescovo Simon Sudbury, catturato dai ribelli, venne poi giustiziato.
La parte più antica del palazzo è la cappella in stile inglese antico. La cosiddetta Lollard Tower, che conserva testimonianze del suo utilizzo come prigione nel XVII secolo, risale al 1440. Esiste ancora una bella portineria in mattoni in stile Tudor costruita dal cardinale John Morton nel 1495. Le spoglie del cardinale Reginald Pole rimasero nel palazzo per 40 giorni dopo la sua morte nel 1558.
L'albero di fico sito nel cortile del palazzo è forse cresciuto da una talea presa da uno dei fichi bianco di Marsiglia che si ritengono piantati dal cardinale Pole. Nel 1786 vi erano tre fichi secolari, due "addossati contro la parete" ed ancora nominati nel 1826 come "due insolitamente in buone condizioni ... tradizionalmente ritenuti essere stati piantati dal cardinale Pole, e fissi contro quella parte del palazzo che si crede sia stato da lui fondato. Essi sono del tipo bianco Marsiglia e producono ancora frutti deliziosi. ... Sul lato sud dell'edificio, in un piccolo giardino privato, vi è un altro albero della stessa specie ed età " Dal 1882 il loro posto venne preso da altri arbusti.
La Sala Grande fu saccheggiata dalle truppe di Cromwell nel corso della Guerra civile inglese e dopo la restaurazione venne ricostruita dall'arcivescovo William Juxon nel 1663 con un tetto a raggiera in legno, in tardo-gotico, di fattura tale che non ne vennero costruiti altri per un centinaio d'anni. In questo contesto, la scelta di un tetto a raggiera era evocativa; essa costituiva una continuità fra l'antica fede cattolica e la nuova religione della chiesa anglicana (il fratello del re era un cattolico dichiarato), una dichiarazione visiva che l'interregno era finito. Così come per alcuni dettagli in edifici gotici di Università della stessa data, è dibattuto tra gli storici dell'architettura se si tratti di riesumazione del gotico o di una straordinaria opera precoce del Gothic Revival. Samuel Pepys lo chiamava "un nuovo capannone di vecchio stampo".
Fra i ritratti di arcivescovi conservati nel palazzo vi sono opere di Hans Holbein il Giovane, Anthony van Dyck, William Hogarth e Sir Joshua Reynolds.
Nel 1834 venne aggiunta una nuova costruzione da Edward Blore (1787–1879), che poi ricostruì successivamente gran parte di Buckingham Palace. Il suo lavoro in stile neogotico fu apprezzato da Walter Scott ed è questa la parte di edificio oggi abitata dall'arcivescovo.

## Galleria d'immagini

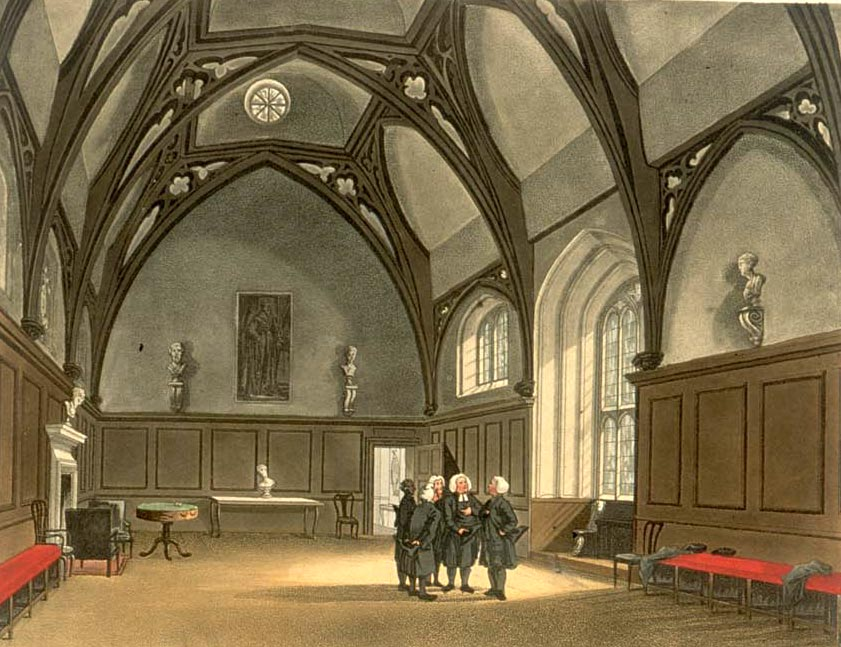
La Guard Room.
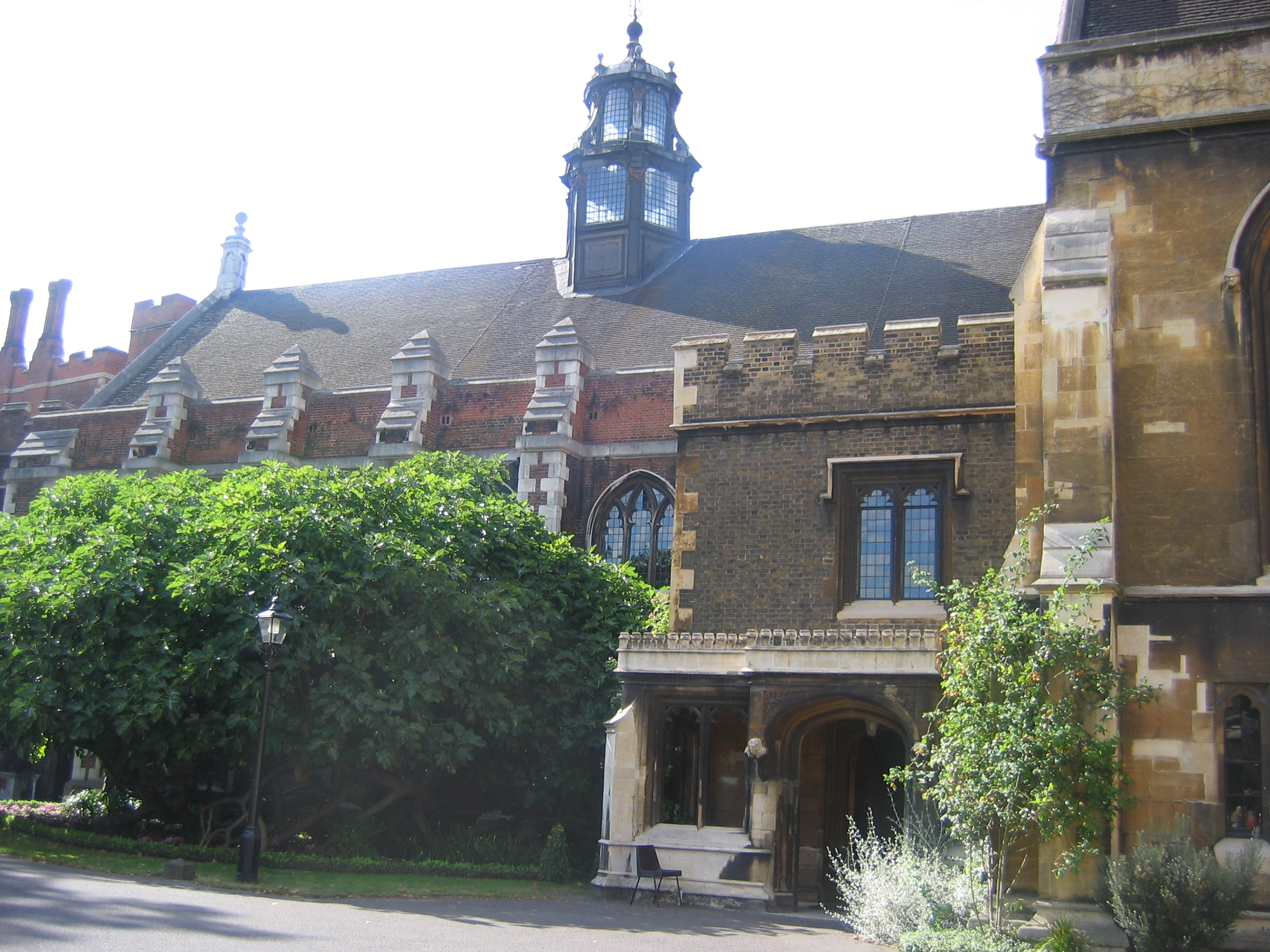
La Great Hall con il fico del Cardinale Pole.
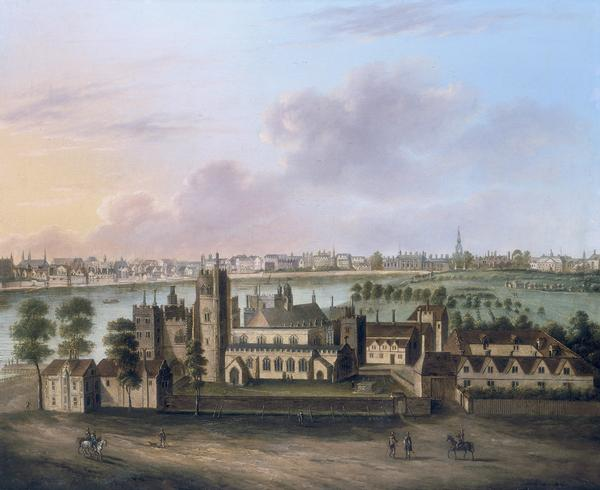
Lambeth Palace da sud intorno al 1685.

## Lambeth Palace Library
Il palazzo è oggi anche sede della Lambeth Palace Library, la biblioteca ufficiale dell'Arcivescovo di Canterbury e principale raccolta di fonti sulla storia della Chiesa d'Inghilterra. Fondata come biblioteca pubblica dall'arcivescovo Richard Bancroft nel 1610, contiene una vasta collezione di materiale relativo alla storia ecclesiastica, comprendente gli archivi di arcivescovi e vescovi, documentazione sull'attività dei missionari anglicani nel mondo ed altre opere di carità. La collezione di rari manoscritti contiene materiale molto importante a datare dal IX secolo. Fra le documentazioni contenute vi sono materiali illustranti la storia dell'arte e dell'architettura spaziante dal periodo coloniale al Commonwealth e di innumerevoli aspetti della storia sociale, politica ed economica dell'Inghilterra. La biblioteca è anche fonte di storia e genealogia britannica.
Custodisce 120.000 libri sulla storia degli arcivescovi di Canterbury e della storia della chiesa inglese fino dal XII secolo. Le opere sono state digitalizzate e consultabili via internet. Fra i manoscritti più importanti:
- Lambeth Bible
- Gutenberg Bible
- Lambeth Choirbook

## St Mary-at-Lambeth
L'adiacente parrocchia di St Mary-at-Lambeth venne ricostruita intorno al 1850, anche se i monumenti antichi circostanti gli conferiscono un aspetto di antichità. Tra essi ci sono le tombe di alcuni arcivescovi, tra cui Richard Bancroft e dei giardinieri John Tradescant il Vecchio e di suo figlio omonimo, e dell'ammiraglio William Bligh. St Mary's venne sconsacrata nel 1972 e pochi anni dopo trasformata in Museo di Storia del giardino (ora li installato per associazione con i Tradescant).